# Bergern im Dunkelsteinerwald
Bergern im Dunkelsteinerwald est une commune autrichienne du district de Krems en Basse-Autriche.